# Francis Defago
Francis Defago (22 maggio 1911 – 25 febbraio 1951) è stato un calciatore e allenatore di calcio svizzero, di ruolo difensore.

## Carriera

### Nazionale
Ha collezionato 9 presenze con la propria Nazionale.